# Société royale protectrice des animaux
 (avril 2021).
Si vous disposez d'ouvrages ou d'articles de référence ou si vous connaissez des sites web de qualité traitant du thème abordé ici, merci de compléter l'article en donnant les références utiles à sa vérifiabilité et en les liant à la section « Notes et références ».
 (février 2012).
La Société royale protectrice des animaux est un organisme de protection animale basé à Liège (Belgique) qui vient en aide aux animaux en détresse depuis 1863.

## Historique

### Les origines
La Société Protectrice des Animaux aurait été créée en 1863. Des traces de l'association liégeoise des protecteurs des animaux figurent en effet déjà au XIXe siècle dans les registres des conseils communaux de la Ville de Liège. En sa séance du 30 avril 1888, celui-ci accepta l'offre de Madame Montéfiore-Bisschoffshein qui, à l'occasion du 25e anniversaire de la création de la SRPA (1863), souhaitait offrir à la cité une dizaine de fontaines-abreuvoirs, connues aujourd'hui sous le nom de « fontaines Montefiore ». Quelques années plus tard, en 1891, une autre série de dix fontaines furent offertes à la Ville par Hortense Montefiore.
Une médaille de Charles Würden (1849-1903) à l'effigie de Léopold II fut offerte en 1900 à J. Dufour pour ses activités en cette Société royale à Bruxelles.

### L'asbl
La Société Royale Protectrice des Animaux fut fondée en tant qu'asbl le 27 mai 1923 par un groupe de personnes qui aimaient et voulaient défendre les animaux. Le courage de ces pionniers qui se sont révoltés contre l'insouciance et la cruauté humaine vis-à-vis des animaux est à souligner.
Ils se sont inquiétés spécialement du sort des chiens de charrette et des chevaux de trait, compagnons de travail et outils vivants à qui on imposait souvent des travaux dépassant leurs capacités naturelles.
N'oublions pas qu'à cette époque, il n'existait rien sur le plan législatif, pas la moindre loi sur la protection animale. Les pionniers n'avaient que leur courage et leur volonté pour se battre pour la noble cause pour laquelle ils ont osé commencer la lutte.
Après des débuts pénibles et laborieux dans des installations provisoires en différents endroits de la Ville, ils firent l'acquisition en 1948, grâce à un généreux héritage, d'un vaste terrain situé rue Bois Saint Gilles à 4420 Saint-Nicolas (Cointe) où se développa le principal refuge actuel.
La Société gagnant en importance, ses locaux devenus vétustes et trop exigus furent remplacés en 1988 par des constructions modernes bénéficiant des derniers développements techniques : chauffage par le sol pour un meilleur confort des animaux, salle d'opération, informatisation des services, apportant ainsi à plus de trois cent cinquante chiens et chats une qualité d'abri et de soins rarement atteinte.
L'investissement financier nécessaire pour réaliser ces importantes améliorations fut couvert par des legs destinés à ce but par la volonté même des testateurs.
L'extension vers la région d'Arlon-Luxembourg s'effectua en 1968, avec l'achat d'un terrain et la construction d'un refuge d'une capacité d'accueil d'une centaine d'animaux route de Luxembourg, 351, à Arlon.
L'activité s'est encore étendue début 1980, dans la région de Huy à Vinalmont, où le refuge de la rue du Roua peut accueillir une cinquantaine d'animaux.
C'est en 2004-2005 que le plus récent chenil a été construit sur le site de Cointe (Saint-Nicolas). Le Chenil René Munda, du nom de l'ancien président de l'association (de 1949 à 1985), a été édifié grâce au legs laissé par sa veuve.